# Tour Chappe du Buat
La tour du télégraphe Chappe du Buat est une station de télégraphe optique située à Saint-Michel-Tubœuf, département de l'Orne, en France. Construite au XIXe siècle, elle fait partie de la ligne télégraphique qui reliait Paris à Brest jusqu’à sa mise hors service dans années 1850. Elle fait partie des six vestiges sur les 60 relais qui existaient sur la ligne.

## Localisation
La tour est située à Saint-Michel-Tubœuf, Les Rendes.

## Histoire
La ligne de Paris à Brest ouvre en 1799 et comporte alors 58 stations dont 14 situées dans le département de l'Orne. Le poste correspondait avec les stations voisines de La Lande dans l'Eure et de Saint-Symphorien.
La tour est bâtie en 1798, en 1814 ou en 1832.
La tour n'est plus utilisée à des fins de télécommunications à compter de 1852.
La tour fait l'objet d'une inscription au titre des monuments historiques depuis le 20 novembre 1992.

## Description
Le monument est une tour haute de 19 m ou de 16,66 m et bâtie en briques roses et en silex.
La toiture a disparu.